# Coupleur d'antennes
Un coupleur d'antennes permet de connecter plusieurs antennes sur la même ligne de transmission. Les antennes ainsi couplées concernent en général des bandes de fréquences différentes. Mais il arrive aussi que l'on couple plusieurs antennes identiques afin d'augmenter le gain d'antenne.
En télévision, un coupleur d'antennes est un boîtier comportant de deux à sept entrées et une sortie permettant de rassembler plusieurs antennes VHF - UHF sur une même descente d'antenne ou câble. Les coupleurs basiques permettent le couplage d'une antenne VHF-III avec une antenne UHF permettant de recevoir les 6 chaînes analogiques nationales. Si la bande FM est captée et doit être acheminée, une entrée VHF bande II est nécessaire. 
Dans les zones frontalières les coupleurs peuvent comporter jusqu'à 4 entrées monocanal en VHF (L5, E7, E9, E11) et 3 entrées à découpe en UHF (21 à 27 ; 33 à 58 et 31 à 69). 
L'arrivée de la TNT va, dans certains cas, entraîner la modification de l'antenne individuelle ou de l'antenne collective, notamment si la polarisation employée est différente.
Pour transporter les signaux d'une antenne SAT + TAT ou TNT, via un seul câble, utiliser un coupleur (et découpleur) spécifique à 2 entrées, 40 à 860 MHz(soit VHF+UHF) et 950 à 2150 MHz, (soit la BIS).
Dans le domaine du radioamateurisme et des transmissions radioélectriques, les coupleurs servent à coupler plusieurs antennes à fréquence souvent identiques. Ainsi, le couplage de plusieurs dipôles alignés permet en théorie de gagner 3 dB de gain chaque fois que l'on double le nombre de dipôles. 

## À savoir
Techniquement le coupleur permet de conserver l'impédance nominale. Plus le nombre d'entrée est élevé plus le coupleur produit des pertes de passages, exprimées en dB, marquées, particulièrement dans les groupes de canaux imbriqués de l'UHF. Un coupleur TV terrestre ne permet pas de coupler 2 canaux adjacents, par exemple canal 7 et 8 ou canal 21 et 22, il faut au moins en tampon 1 canal en VHF et 2 canaux en UHF.